# Есаков, Владимир Дмитриевич
Владимир Дмитриевич Есако́в (8 сентября 1932 — 20 мая 2015, Москва) — советский и российский историк, специалист по истории России XX века и истории науки. Доктор исторических наук. Один из авторов «Большой Российской энциклопедии».

## Биография
Владимир Есаков родился 8 сентября 1932 года у Марьи Ивановны и Дмитрия Петровича Есаковых, живших в Благуше. В 14 лет попал под поезд и получил тяжёлые травмы: лишился части ступни и правой руки. С родителями и бабушкой он жил сначала в бараках, а потом в комнате в коммуналке. После школы Владимир Есаков поступил в Московский государственный историко-архивный институт.

### Начало карьеры
С конца декабря 1956 года сотрудником редакции журнала «Исторический архив», который считается одним из лучших академических журналов, возникших в период Хрущёвской оттепели. Журнал издавался при участии Института марксизма-ленинизма при ЦК КПСС и Главного архивного управления Министерства внутренних дел и был органом Института истории Академии наук СССР. Также журнал тесно взаимодействовал с Историко-дипломатическим управлением Министерства иностранных дел.
В журнале работал с В. И. Шунковым, В. В. Максаковым, А. А. Новосельским, А. Л. Сидоровым, Н. А. Ивницким, Б. Г. Литваком. В 1960 году главным редактором стал Д. А. Чугаев, Б. Г. Литвак стал его заместителем, на должность ответственного секретаря был назначен Ю. У. Томашевич. Большую роль в деятельности журнала играли также В. Ф. Кутьев и А. М. Володарская. В 1961 году Отдел пропаганды и агитации ЦК проводил контроль рентабельности периодических изданий и принял решение закрыть журнал по причине малых тиражей. Это было связано с тем, что к «Историческому архиву» неприязненно относился влиятельный заместитель заведующего отдела В. И. Снастин, так как документальные публикации могли содержать определённый «неконтролируемый подтекст».
4 января 1962 года вышло решение Секретариата ЦК о продолжении издания «Исторического архива». В результате журнал оказался без подписки, вне плановых издательских площадей, лимитов бумаги и других ресурсов, необходимых в условиях плановой экономики. Коллектив журнала активно боролся за выживание, выискивая возможности для продолжения существования издания. В том числе за спасение журнала боролись такие историки, как Ю. Н. Амиантов, В. Т. Логинов, А. С. Покровский. В результате этой борьбы Ю. У. Томашевич ушёл из редакции, ответственным секретарём журнала стал В. Д. Есаков. Журнал спасти не удалось, но член-корреспондент АН СССР М. П. Ким пригласил Есакова в аспирантуру Института истории АН СССР.
Владимир Дмитриевич успешно сдал экзамены, отучился в аспирантуре и в 1968 году защитил кандидатскую диссертацию на тему «Организация научно-исследовательских работ в СССР в годы первой пятилетки». В то же время с 1966 года В. Д. Есакова зачислили в штат предприятия на должность помощника учёного секретаря института. После защиты он поднялся по карьерной лестнице до должности учёного секретаря секции институтского Учёного Совета по истории советского общества, на которой пробыл с 1969 по 1972 год..
Во время учёбы В. Д. Есакова в аспирантуре, в первой половине 1960‑х годов, научный руководитель М. П. Ким работал заведующим Отделом истории советского общества. Он привлёк Есакова к подготовке Всесоюзной научной конференции «Культурная революция в СССР», которая прошла 31 мая — 3 июня 1965 года в Москве. Эта конференция была запланирована Научным советом по истории социалистического строительства при Отделении истории АН СССР. То, что М. П. Ким являлся председателем этого Совета, позволило провести на конференции принятие очень важной для него и его учеников рекомендации, согласно которой изучение культурных преобразований в СССР де-юре стало самостоятельным научным направлением. Кроме этого, было принято решение о создании соответствующего специального подразделения в составе головного института АН СССР. По мнению Кима, для В. Д. Есакова это означало должность основного специалиста по истории организации советской науки в этом секторе. По материалам конференции был издан сборник «Культурная революция в СССР. 1917—1965 годы», подготовленный В. Д. Есаковым. В редколлегию вошли М. П. Ким, С. Л. Сенявский, Ю. С. Борисов, М. А. Вылцан, В. Д. Есаков, В. А. Куманёв, И. С. Смирнов. В выпуске сборника активно помогали Н. П. Жилина, Л. Н. Лисицина, В. Л. Логинова, И. И. Попов, М. А. Стерликова (Суслова) и И. К. Эльдарова. Фактически всю работу по подготовке сборника выполнил Есаков.

### Сектор истории советской культуры
Более чем через три года после конференции, 21 ноября 1968 года состоялось первое официальное заседание Сектора истории советской культуры. В этом секторе работали большинство членов редколлегии и составители сборника, а также историки культурного строительства в первые годы советской власти С. С. Тарасова и И. С. Смирнов, советские исследователи социалистической интеллигенции С. А. Федюкин, Л. В. Иванова, В. Т. Ермаков и Ю. П. Шарапов; М. Б. Кейрим-Маркус который первым освятил деятельность Наркомпроса, а также специалист по истории российской высшей школы А. Е. Иванов. Кроме того, в рамках сектора работали Т. Ю. Красовицкая — эксперт в вопросах национальных аспектов проблем образования и культурного строительства. Серьёзный вклад в работу сектора внесли Ю. С. Борисов — преемник М. П. Кима на должности руководителя Сектора истории советской культуры — и Б. С. Илизаров, который разрабатывал новые подходы при освещении существующих вопросов. Кроме этого в секторе работала группа аспирантов: Е. Ю. Зубкова, Г. А. Бордюгов, В. А. Козлов, В. А. Невежин, О. В. Хлевнюк. Позже в коллектив сектора влились такие известные историки как А. И. Куприянов и А. В. Голубев.
Владимир Дмитриевич стал не только отцом-основателем сектора, но и его ведущим специалистом. Он защитил первую диссертацию в рамках сектора, в 1971 году он написал и опубликовал первую в секторе монографию «Советская наука в годы первой пятилетки. Основные направления государственного руководства наукой». Эта монография довольно полно освещает этапы создания ВАСХНИЛ. Она была подготовлена на основе кандидатской диссертации и была высоко оценена специалистами. Также он принимал активное участие в создании пятитомника «„Культурная жизнь в СССР“. Хроники» и двухтомника по истории советской культуры. Этот пятитомник был подвергнут резкой критике в 1981 году.
Анализ этого произведения содержался в статье С. Федорова «И в частности — о высшей школе», где автор указывает на ряд недочётов сборника.
Во время работы в секторе Владимир Дмитриевич стал старшим научным сотрудником, в 1970 году занял должность учёного секретаря Научного Совета по истории социалистического строительства Отделения истории АН СССР. На этой должности он по роду своей деятельности в роли координатора работал на мероприятиях в республиках, объездил весь Союз. Самостоятельно организовывал ряд конференций, выступал с докладами:
- 1974, Москва. Организатор конференции «Культура как предмет исторического исследования»[3];
- 1974, Ереван. Выступал с докладом «Октябрь и становление науки в национальных районах» на конференции «Октябрь и решение национального вопроса»;
- 1974, Тихомировские чтения, Археографическая комиссия АН СССР. Доклад «Об издании документов по истории советской науки». Материалы этого доклада были использованы при обсуждении возобновлении книжной серии «Научное наследство» и воссоздании ленинградского отделения ИИЕТ[3];
- 1979, Новосибирск. Организатор конференции «Советская интеллигенция и её роль в строительстве коммунизма»[3].

В этот период своей деятельности он активно взаимодействовал с известным армянским историком К. С. Худавердяном, который был одним из организаторов конференции в Ереване и членом редколлегии сборника, включившего в себя её материалы. У Константина Суреновича в Ереване в 1977 году вышла монография «Культурные связи Советской Армении», в которой он использовал материалы доклада В. Д. Есакова, позднее опубликованного в сборнике конференции. Худавердян прислал экземпляр этой книги Есакову с надписью «„Ограбленному“ мною Володе».

### Исследование наследияН. И. Вавилова
Исследование В. Д. Есаковым научного наследия Н. И. Вавилова привело к открытию считавшегося утерянным архива учёного.
В дальнейшем В. Д. Есаков продолжил исследования в этом направлении, работая в различных архивах.
По результатам этой работы вышел ряд книг, и десятки статей, посвящённые документальному наследию академика.
Первая книга вышла в 1980 году, соавторами В. Д. Есакова стали историк С. Р. Микулинский и генетик Д. К. Беляев.
Вторая книга была выпущена к 100-летию со дня рождения Н. И. Вавилова, в 1987.
Её авторами стали В. Д. Есаков с С. Р. Микулинским.
В работе над материалом историкам помогала биолог Е. С. Левина (супруга В. Д. Есакова).
Кроме этого, к юбилею академика авторами был издан сборник, в который вошли очерки, воспоминания и новые архивные материалы.
Соавтором сборника очерков и воспоминаний стал Ю. Н. Вавилов (сын учёного).
Позже, в 1990 году Д. В. Есаков защитил докторскую диссертацию на тему «Н. И. Вавилов и организация науки в СССР».

### Другие направления деятельности
Раскрытие деятельности Н. И. Бухарина
Примерно в те же годы В. Д. Есаков с Е. С. Левиной исследовали деятельность учёного Н. И. Бухарина. Они сделали подборку материалов на тему политических воззрений Николая Ивановича, который активно пропагандировал теорию о возможности перехода от диктатуры пролетариата к социалистическому гуманизму. Позже Н. И. Бухарин задумывался о революции в науке как отражение революции в обществе.
В. Д. Есаков и с Е. С. Левина выпустили в виде сборника труды Н. И. Бухарина, связанные с разработкой проблем практической значимости науки при строительстве нового социалистического общества. После выхода сборника В. Д. Есаков опубликовал ряд статей на ту же тему.
Отношение И. П. Павлова к власти.
В рамках работы над материалами, связанными с Н. И. Бухариным, В. Д. Есаков снова затронул тему, связанную с наследием академика Павлова. Впервые Владимир Дмитриевич обнародовал доклад на эту тему 29 февраля 1972 года на V мемориальных чтениях в Музее-квартире И. П. Павлова в Ленинграде. При помощи Р. Н. Аджубей полная версия доклада была опубликована в журнале «Наука и жизнь». Эта статья раскрывает отчаянную борьбу за существование Нобелевского лауреата в голодном Петрограде в 1920-х годов.
Позже эта тема была дополнена: в 1999 году к 150-летию учёного они были опубликованы в Российском физиологическом журнале им. И. М. Сеченова, а в 2001 году — в документальном сборнике «Академия наук в решениях политбюро ЦК РКП(б) — ВКП(б): том I: 1922—1952».
Философская дискуссия 1947 года.
Статья «К истории философской дискуссии 1947 года», вышедшая в 1993 году, стала явлением, вызвавшим большой общественный резонанс. Статья получила положительные рецензии, она была переведена на английский язык и получила высокую оценку иностранных специалистов. Дополненный новыми материалами вариант этой статьи был опубликован в 1998 году в сборнике «Философия не кончается… Из истории отечественной философии. XX век».
Исследование профессионального поля архивистов.
31 марта 1992 года на заседании Археографической комиссии, посвященном 75-летию создания Союза российских архивных деятелей, В. Д. Есаков выступил с докладом «Академия наук и Союз российских архивных деятелей». Некоторые заметки Владимира Дмитриевича, связанные с этим вопросом, были изданы в сборнике, посвящённом С. О. Шмидту.
Кроме этого, В. Д. Есаков стал инициатором переноса в 1992 году дня архивов с даты 1 июня на 31 марта. В том году в день архивов было проведено специальное заседание Археографической комиссии при активной поддержке С. О. Шмидта и Р. Г. Пихоя.
Создание учебника по истории для старшего класса средней школы.
Владимир Дмитриевич внёс серьёзный вклад в создание учебника для средней школы, который использовался в 1970-е — 1980-е годы. Вместе с коллективом единомышленников были разработаны такие элементы, как часовая сетка, форма, элементы оформления. Эти части учебного процесса доказали свою применимость, пройдя проверку временем. Руководителем проекта был академик Ю. С. Кукушкин, редактором — А. И. Самсонов, методистом — А. М. Водянский. Содержание учебника определялось вышестоящими инстанциями и мало зависело от авторов.
История Академии Наук СССР и Российской академии наук.
Это направление Владимир Дмитриевич начал разрабатывать в последние годы, в 2000 году вышла книга «Академия наук в решениях политбюро ЦК РКП(б) — ВКП(б) — КПСС: 1922—1991», в которую вошли 476 решений Политбюро ЦК РКП(б) — ВКП(б) за период с 1922 по 1952 год, а также два постановления, не включённые в протоколы заседаний. Этот сборник получил высокую оценку коллег.

## Семья
Жена — Левина, Елена Соломоновна (1944—2019), биохимик, молекулярный биолог и историк биологии.

## Научные труды
- В. Д. Есаков. Советская наука в годы первой пятилетки. Основные направления государственного руководства наукой. — М.: Наука, 1971. — 271 с.
- Они из гвардии Октября / Составители А. П. Ненароков и В. Д. Есаков. — М.: Политиздат, 1972. — 247 с. — 50 000 экз.
- Д. К. Беляев, С. Р. Микулинский, В. Д. Есаков. Николай Иванович Вавилов: Из эпистолярного наследия, 1911-1928 годы. — М.: Наука, 1980. — 427 с. — (Научное наследство). — 3550 экз.
- В. Д. Есаков, С. Р. Микулинский, Е. С. Левина. Николай Иванович Вавилов: Из эпистолярного наследия, 1929-1940 годы. — М.: Наука, 1987. — 473 с. — (Научное наследство). — 2500 экз.
- Составители В. Д. Есаков, Е. С. Левина. Методология и планирование науки и техники: Избранные труды / Ответственный редактор П. В. Волобуев. — М.: Наука, 1989. — 342 с. — 5000 экз. — ISBN 5-02-008530-8.
- В. П. Дмитренко, В. Д. Есаков, В. А. Шестаков. История Отечества. XX век: 11 кл.: Пособие для общеобразовательных учебных заведений. — М.: Дрофа, 1999. — 635 с. — 100 000 экз. — ISBN 5-7107-0575-6.
- В. П. Дмитренко, В. Д. Есаков, В. А. Шестаков. История Отечества. XX век: 11 кл.: Пособие для общеобразовательных учебных заведений. — 2-е издание. — М.: Дрофа, 1997. — 636 с. — 30 000 экз. — ISBN 5-7107-0755-4.
- В. П. Дмитренко, В. Д. Есаков, В. А. Шестаков. История Отечества. XX век: 11 кл.: Пособие для общеобразовательных учебных заведений. — 3-е издание, дополненное и исправленное. — М.: Дрофа, 1999. — 605 с. — 50 000 экз. — ISBN 5-7107-2644-3.
- В. П. Дмитренко, В. Д. Есаков, В. А. Шестаков. История Отечества. XX век: 11 кл.: Пособие для общеобразовательных учебных заведений. — 4-е издание, стереотипное. — М.: Дрофа, 2000. — 604 с. — 30 000 экз. — ISBN 5-7107-3724-0.
- Составители В. Д. Есаков и Ю. С. Осипов. Академия наук в решениях политбюро ЦК РКП(б) — ВКП(б) — КПСС: 1922—1991 / Российская академия наук, Институт российской истории, Федеральная архивная служба России, Российский государственный архив социально-политической истории, Архив Президента Российской Федерации. — М.: РОССПЭН, 2000. — Т. I. — 2000 экз. — ISBN 5-8243-0116-6.
- Составитель В. Д. Есаков. Академия наук в решениях политбюро ЦК РКП(б) — ВКП(б) — КПСС: 1922—1991 / Российская академия наук, Институт российской истории, Федеральная архивная служба России, Российский государственный архив социально-политической истории, Архив Президента Российской Федерации. — М.: РОССПЭН, 2000. — Т. II. — 2000 экз. — ISBN 5-8243-0116-6.
- В. П. Дмитренко, В. Д. Есаков, В. А. Шестаков. История Отечества. XX век: 11 кл.: Пособие для общеобразовательных учебных заведений. — 5-е издание, стереотипное. — М.: Дрофа, 2001. — 607 с. — 30 000 экз. — ISBN 5-7107-4826-9.
- В. П. Дмитренко, В. Д. Есаков, В. А. Шестаков. История Отечества. XX век: 11 кл.: Пособие для общеобразовательных учебных заведений. — 6-е издание, стереотипное. — М.: Дрофа, 2002. — 607 с. — 30 000 экз. — ISBN 5-7107-5289-4.
- В. Д. Есаков, П. Е. Рубинин. Капица, Кремль и наука. — М.: Наука, 2003. — Т. Т.1: Создание института физических проблем: 1934-1938. — 654 с. — ISBN 5-02-006281-2.
- В. Д. Есаков, Е. С. Левина. Сталинские «суды чести»: дело «КР» / Российская академия наук, Отделение историко-филологических наук. — М.: Наука, 2005. — 422 с. — 750 экз. — ISBN 5-02-010339-X.
- В. Д. Есаков. Николай Иванович Вавилов: страницы биографии / Российская академия наук, Институт российской истории, Комиссия по сохранению и разработке научного наследия академика Н. И. Вавилова. — М.: Наука, 2008. — 286 с. — ISBN 978-5-02-036216-1.
- Ким, Максим Павлович : [арх. 6 октября 2022] / Есаков В. Д. // Канцелярия конфискации — Киргизы. — М. : Большая российская энциклопедия, 2009. — С. 677. — (Большая российская энциклопедия : [в 35 т.] / гл. ред. Ю. С. Осипов ; 2004—2017, т. 13). — ISBN 978-5-85270-344-6.